# Křížová cesta (Lezník)
Zaniklá Křížová cesta v Lezníku u Poličky na Svitavsku se nacházela cca 2,5 kilometru jihovýchodně od obce v lese.

## Historie
Křížová cesta se nacházela při cestě ke kapli Panny Marie Pomocné. Byla tvořena zasklenými obrazy, které byly kryty drobnou stříškou a pověšeny na mohutných jedlích. Jedle byly skáceny v 50. letech 20. století a obrazy křížové cesty se ztratily.

### Kaple Panny Marie Pomocné
Kaple zvaná Schlesingerova kaple byla postavena roku 1935 statkářem Johannem Schlesingerem, přezdívaným Tobesch, ze Chmelíka čp. 37, jako poděkování za uzdravení manželky z těžké nemoci vodou ze zdejší studánky. Voda z pramene měla také uzdravit slepou lesníkovu dceru. Voda z pramene původně padala do drobné kamenné kašny se stříškou, časem se dostala na úroveň země. Po roce 1945 vlastnil pozemek s kaplí pan Daněk z Lezníka, proto se kaple a studánka nazývá Daňkova. Kaple byla poškozena pádem stromu ve 40. letech a nebyla již opravena.
Od roku 2015 je poutní místo obnovováno, včetně opravy kaple, přístupové cesty, studánky a křížové cesty.